# Melker Widell
Viktor Melker Widell (Billeberga, 19 aprile 2002) è un calciatore svedese, centrocampista dell'Aalborg in prestito dallo Swansea City e della nazionale svedese.

## Biografia
È fratello maggiore di Casper Widell, a sua volta calciatore professionista.

## Carriera

### Club
Cresciuto nel settore giovanile del Malmö FF, ha firmato il suo primo contratto professionistico il 22 dicembre 2021 per poi passare in prestito al BK Olympic il 17 gennaio 2022. Ha debuttato il 2 aprile nell'incontro di Division 1 vinto 2-1 contro il Qviding dove ha trovato anche la sua prima rete.
Il 27 gennaio 2023 è stato ceduto a titolo definitivo al Landskrona BoIS, dove ha giocato per sei mesi in Superettan prima di trasferirsi all'Aalborg il 18 luglio seguente. Con i danesi ha trovato da subito un posto nella formazione titolare contribuendo alla promozione in Superligaen con 6 reti in 28 partite e venendo eletto miglior giocatore della stagione. Il 31 gennaio 2025 è stato acquistato a titolo definitivo dallo Swansea City, che lo ha lasciato in prestito all'Aalborg fino al termine della stagione.

### Nazionale
Ha giocato con le nazionali giovanili svedesi Under-17 ed Under-21.
Il 25 marzo 2025 ha debuttato con la nazionale maggiore svedese subentrando a Benjamin Nygren nei minuti finali dell'amichevole vinta 5-1 contro l'Irlanda del Nord.

## Statistiche

### Presenze e reti nei club
Statistiche aggiornate al 14 maggio 2025.
| Stagione        | Squadra         | Campionato      | Campionato | Campionato | Coppe nazionali | Coppe nazionali | Coppe nazionali | Coppe continentali | Coppe continentali | Coppe continentali | Altre coppe | Altre coppe | Altre coppe | Totale | Totale |
| Stagione        | Squadra         | Comp            | Pres       | Reti       | Comp            | Pres            | Reti            | Comp               | Pres               | Reti               | Comp        | Pres        | Reti        | Pres   | Reti   |
| --------------- | --------------- | --------------- | ---------- | ---------- | --------------- | --------------- | --------------- | ------------------ | ------------------ | ------------------ | ----------- | ----------- | ----------- | ------ | ------ |
| 2022            | BK Olympic      | D1              | 27         | 3          | CS+CS           | 0               | 0               | -                  | -                  | -                  | -           | -           | -           | 27     | 3      |
| 2023            | Landskrona BoIS | S1              | 14         | 1          | CS              | 2               | 2               | -                  | -                  | -                  | -           | -           | -           | 16     | 3      |
| 2023-2024       | Aalborg         | 1D              | 28         | 6          | CD              | 3               | 4               | -                  | -                  | -                  | -           | -           | -           | 31     | 10     |
| 2024-2025       | Aalborg         | SL              | 26         | 3          | CD              | 4               | 0               | -                  | -                  | -                  | -           | -           | -           | 30     | 3      |
| Totale carriera | Totale carriera | Totale carriera | 95         | 13         |                 | 9               | 6               |                    | -                  | -                  |             | -           | -           | 104    | 19     |

### Cronologia presenze e reti in nazionale
| Cronologia completa delle presenze e delle reti in nazionale ― Svezia | Cronologia completa delle presenze e delle reti in nazionale ― Svezia | Cronologia completa delle presenze e delle reti in nazionale ― Svezia | Cronologia completa delle presenze e delle reti in nazionale ― Svezia | Cronologia completa delle presenze e delle reti in nazionale ― Svezia | Cronologia completa delle presenze e delle reti in nazionale ― Svezia | Cronologia completa delle presenze e delle reti in nazionale ― Svezia | Cronologia completa delle presenze e delle reti in nazionale ― Svezia |
| Data                                                                  | Città                                                                 | In casa                                                               | Risultato                                                             | Ospiti                                                                | Competizione                                                          | Reti                                                                  | Note                                                                  |
| --------------------------------------------------------------------- | --------------------------------------------------------------------- | --------------------------------------------------------------------- | --------------------------------------------------------------------- | --------------------------------------------------------------------- | --------------------------------------------------------------------- | --------------------------------------------------------------------- | --------------------------------------------------------------------- |
| 25-3-2025                                                             | Solna                                                                 | Svezia                                                                | 5 – 1                                                                 | Niger                                                                 | Amichevole                                                            | -                                                                     | 86’                                                                   |
| Totale                                                                |                                                                       | Presenze                                                              | 1                                                                     |                                                                       | Reti                                                                  | 0                                                                     |                                                                       |